# 埃伯施旺
埃伯施旺是奥地利上奥地利州因克赖斯地区里德县的一个市镇。总面积40.4平方公里，总人口3330人，人口密度82.4人/平方公里（2005年）。